# Дејан Поповић (правник)
Дејан Поповић (Београд, 5. јул 1950) српски је универзитетски професор и правник. Био је редовни је професор Правног факултета Универзитета у Београду и ректор Универзитета 2004–2006.

## Биографија
У Београду је завршио основну и средњу школу. Дипломирао је на Правном факултету у Београду 1973. са просечном оценом 9,97, магистрирао 1976, a докторирао је четири године касније. Докторска дисертација се звала „Економски ефекти посредних пореза“.
На Правном факултету Универзитета у Београду прошао је целу универзитетску каријеру: асистент од 1973, доцент од 1981, ванредни професор од 1986. Од 1991. је редовни професор Правног факултета на предмету Јавне финансије и финансијско право. На последипломским студијама предаје предмете Европско пореско право и Међународно пореско право. Написао је 13 књига и више научних радова.
Функцију декана Правног факултета обављао је у два мандата, од 1995. до 1997. и од 1997. до 1998. године. Осим тога био је и продекан 1985 — 1987. Током 1990 — 1991. био је члан Комисије за фискалну реформу тадашњег Савезног извршног већа и председник Комисије за фискалну реформу Владе Србије. Био је и члан експертског тима Драгослава Аврамовића за израду Програма монетарне реконструкције, а као експерт ОЕЦД учествовао је у припреми фискалне реформе у Словачкој 1991. Од 2001. до 2003. био је заменик министра финансија и економије Божидара Ђелића и један од креатора реформског пореског пакета закона. Од априла 2003. је председник Управног одбора Војвођанске банке.
Није члан ниједне политичке странке. Говори енглески, а служи се италијанским, француским и немачким језиком. Ожењен је, има сина.
На дужност ректора Београдског универзитета је ступио 1. октобра 2004. године, са мандатом од две школске године. За време његовог мандата проректори су Алкесандар Цветановић (Грађевински факултет), Александар Липковски (Математички факултет) и Љубиша Тописировић (Биолошки факултет).
18. децембра 2006. Дејан Поповић је поднео извештај о раду Универзитета за време његовог мандата од 27 месеци. Указао је да су тај мандат обележила два значајна догађаја: доношење новог Закона о високом образовању и прослава стогодишњице првог српског закона о Универзитету. Говорећи о лидерској улози БУ, Поповић је истакао да су професори Универзитета у Београду престигли хрватске по индексу цитираности у међународним научним часописима. Његов наследник на овом положају је Бранко Ковачевић, професор Електротехничког факултета, изабран 18. децембра 2006.